# Himantariella scutellaris
Himantariella scutellaris är en mångfotingart som beskrevs av Henri W. Brölemann 1926. Himantariella scutellaris ingår i släktet Himantariella och familjen trädgårdsjordkrypare.
Artens utbredningsområde är Frankrike. Inga underarter finns listade i Catalogue of Life.